# Pogonioefferia wilcoxi
Pogonioefferia wilcoxi là một loài ruồi trong họ Asilidae. Pogonioefferia wilcoxi được Bromley miêu tả năm 1940. Loài này phân bố ở vùng Tân Bắc giới.